# Мишак жовтогрудий
Мишак жовтогрудий, або «миша» жовтогорла (Sylvaemus flavicollis) — тварина з родини мишеві, підряду мишовидих надряду гризунів.

## Зовнішній вигляд
Жовтогорла миша більша за лісову. Довжина тіла 11–13,5 см, хвоста 10–13 см, ступні 23–28 мм. Тіло покрите густим підпушком і більш рідкими остьовими волосками. Хутро зверху рудувато-сіре, знизу зовсім біле. У самки вісім сосочків. Майже голий хвіст, довжина якого сягає довжини тіла або трохи більша за неї. Біля основи волоски сірі. На грудях між передніми лапами є широка вохриста пляма різної величини і форми, за яку цей мишак одержав свою назву.

## Розмноження
Рано навесні, жовтогорла миша приступає до розмноження. Розмножуються миші до 5 разів на рік, вагітність триває 20–25 днів, зазвичай кожна самка приносить по 5-6 мишенят. Наприкінці літа починають приносити потомство миші, народжені в той же рік.

## Поширення та спосіб життя
Лісові миші відмінно лазять по деревах і чагарниках, особливо жовтогорла миша. Активні зазвичай вночі, взимку всього годину-три в добу. Дуже рухливі тварини, можуть проходити до півтора кілометрів за добу, йти за сотні метрів від нори, проробляючи ходи і натоптуючи стежки в листі і лісовій підстилці. Іноді, втім, годуються на відстані всього декількох метрів. Також риє прості нори під колодами, серед коріння дерев або під купами хмизу, інколи поселяється в дуплах.
Ареал цього виду повністю збігається з ареалом лісової миші, але менший за територією. Жовтогорла миша населяє велику частину Західної Європи і значну частину європейської території Росії. У середній і північній частинах ареалу жовтогорлі і лісові миші розрізняються дуже легко як за розмірами, так і за охристою плямою на грудях. Складніше положення з лісовими мишами Кавказу і Закавказзі. Там є особини як з плямами на грудях, так і без плям. Населяє високостовбурні діброви і букові ліси, віддає перевагу захаращеним ділянкам з густим підліском. Найчастіше жовтогорла миша селиться в дуплах, іноді риє нескладні нори, з багатьма виходами та гніздовою камерою наприкінці, що встеляє.
У деяких місцях жовтогорлі й лісові миші живуть разом: у яру, саду, парку. Але чисельність їх однаковою не буває. Де багато жовтогорлих мишей, лісових мало або зовсім немає, і навпаки. Місця, чомусь не вподобані жовтогорлим мишам, густо заселяються лісовими. Якщо в клітку до жовтогорлої миші підсадити лісову мишу (будь-якої статі і віку), перша загризе другу. Чисельність дрібного виду залежить від чисельності більшого.
Раніше деякі зоологи вважали, що всі особини з охристою плямою на грудях — жовтогорлі миші, а всі без плями — лісові. Але таке рішення неправильне. Охриста пляма на грудях — це лише специфічна фенотипічна ознака. Її не можна робити основоположним при визначенні видів, між якими неодмінно повинні бути якісні відмінності, зокрема генетична (фізіологічна, репродуктивна) несумісність.

## Господарське значення
Розтягуючи і закопуючи насіння деревних порід, миші часто сприяють відновленню лісу. Іноді пошкоджують зернові і технічні культури. Можуть бути носіями геморагічної гарячки з нирковим синдромом (гострого інфекційного захворювання, що передається від гризунів людині з пилом) і лептоспірозу.